# Tour della nazionale maschile di rugby a 15 dell'Argentina 1996
Nel 1996 la nazionale argentina di rugby si recò in tour in Inghilterra.
Dopo il mini tour in Uruguay, l'Argentina, ha affrontato due volte la Francia in tour e due volte Sudafrica in tour. Quattro le sconfitte nei test match su quattro partite.
Nel mezzo la vittoria nel "Panamericano".
A novembre, dunque la nazionale parte per l'Inghilterra per un tour che andrà oltre le aspettative. Infatti i "pumas" centrano 5 successi contro selezioni e limitano al minimo le sconfitte contro le nazionali ("A" e maggiore) inglesi.
Il lungo lavoro di ricostruzione sta cominciando a dare i suoi frutti e permetteranno all'Argentina di raggiungere gli ottimi risultati che la porteranno a sfiorare la semifinale alla Coppa del Mondo di rugby 1999.

## Risultati
Match reso di secondo piano, dal rifiuto della maggior parte dei team di prima e seconda divisione di lasciare liberi i loro giocatori per questo match della selezione della capitale.
| Arbitro: | G Simmonds |

|                   |      |                                                 |
| Rushin, Alexander | mt   | Bartolucci, Travaligni Bouza 3, Jurado Solari 2 |
| Raymond 2         | tr   | Quesada 7                                       |
| Raymond 2         | c.p. | Quesada 3                                       |

Più tirato il match contro la sezione regionale del Sud-Ovest dell'Inghilterra
| Redruth 24 novembre 1996 | South West England | 17 – 25 | Argentina XV | Redruth RFC |

La regione delle Midlands, presenta, a causa della diatriba tra club e federazione, una squadra non al meglio, ma comunque migliore che nei precedenti match, ma i Pumas sono travolgenti e portano a casa una vittoria nettissima
| Northampton 27 novembre 1996 | Midlands | 24 – 90                                                                        | Argentina XV |  |
| \| \| \| \| \| Kilford 2, Horrobin \| mt \| Bouza, Llanes, Promanzio 2 Simone 4, Giannantonio 3 Grau, Bartolucci, Albanese \| \| Harris 3 \| tr \| Quesada 10 \| \| Harris \| c.p. \| \| |          |                                                                                |              |  |
| |          |                                                                                |              |  |
| Kilford 2, Horrobin | mt       | Bouza, Llanes, Promanzio 2 Simone 4, Giannantonio 3 Grau, Bartolucci, Albanese |              |  |
| Harris 3 | tr       | Quesada 10                                                                     |              |  |
| Harris | c.p.     |                                                                                |              |  |

A Huddersfield l'Argentina vince facile anche il quarto match contro la selezione del Nord dell'Inghilterra.
Una serie di quattro successi su 4 contro le selezioni regionali, che da un lato esalta i "Pumas", ma che viene sminuita dalla stampa inglese a causa della mancanza di molti giocatori non lasciati liberi dai club inglesi causa problematiche tra federazione e club professionali

| Arbitro: | D.Menè |

|           |      |                                                            |
| Monaghan  | mt   | Solari 2, Soler 2, Viel Bouza 2, Simone Grau, Giannantonio |
| Stabler   | tr   | Cilley 7                                                   |
| Stabler 3 | c.p. |                                                            |

Ormai i "Pumas" ci hanno preso gusto e travolgono anche i "Combined Services", teoricamente la nazionale militare britannica, in pratica una squadra formata essenzialmente da giocatori di terza divisione
| Plymouth 4 dicembre 1996 | Combined Services | 6 – 52 | Argentina XV |  |
| \| \| \| \| \| \| mt \| Facundo Soler, Pablo Bouza 2, Francisco García, Diego Albanesi, Lisandro Arbizu, Martin, Carlos Promanzio \| \| \| tr \| Gonzalo Quesada 6 \| \| 2 \| c.p. \| \| |                   | |              |  |
| |                   | |              |  |
| | mt                | Facundo Soler, Pablo Bouza 2, Francisco García, Diego Albanesi, Lisandro Arbizu, Martin, Carlos Promanzio |              |  |
| | tr                | Gonzalo Quesada 6                                                                                         |              |  |
| 2 | c.p.              | |              |  |

A regalare ottimismo saranno paradossalmente le due sconfitte finali, entrambe di misura contro l'Inghilterra "A" e contro la prima squadra inglese.
Nel primo i "Pumas" sono a lungo in testa, prima che Hackney non chiudesse il match con una meta seguita dalla trasformazione di un preciso Paul Grayson
| Arbitro: | J Kaplan |

|           |      |                           |
| Hackney   | mt   | Hasan, Soler meta tecnica |
| Grayson   | tr   | Cilley                    |
| Grayson 5 | c.p. |                           |

Nel test del sabato successivo, l'Inghilterra evita una clamorosa sconfitta grazie ad una meta al 73' di Jason Leonard
| Arbitro: | W. Henning |

| |            | |
| Leonard | mt         | |
| Catt 5 | c.p.       | Quesada 6 |
| 15 Nick Beal, 14 Jon Sleightholme, 13 Will Carling, 12 Jerry Guscott, 11 Tony Underwood, 10 Mike Catt, 9 Andy Gomarsall, 8 Chris Sheasby, 7 Lawrence Dallaglio, 6 Tim Rodber, 5 Simon Shaw, 4 Martin Johnson, 3 Jason Leonard (cap.), 2 Mark Regan, 1 Graham Rowntree, sostituti:, 16 Ben Clarke, 17 Jon Callard, 18 Alex King, 19 Rob Hardwick, 20 Phil Greening, 21 Kyran Bracken | Formazioni | 15 Ezequiel Jurado, 14 Gonzalo Camardón, 13 Eduardo Simone, 12 Lisandro Arbizu (cap.), 11 Diego Albanese, 10 Gonzalo Quesada, 9 Nicolás Fernández Miranda, 8 Pablo Bouza, 7 Pablo Camerlinckx, 6 Rolando Martín, 5 German Llanes, 4 Pedro Sporleder, 3 Mauricio Reggiardo, 2 Carlos Promanzio, 1 Roberto Grau, sostituti:, 16 Facundo Soler, 17 Francisco García, 18 Christian Barrea, 19 Raúl Pérez, 20 Martín Scelzo, 21 Omar Hasan Jalil |

## La squadra
- Diego Albanese (SIC)
- Lisandro Arbizu (capitano)	(Belgrano)
- Christian Barrea (Córdoba Athletic Club)
- Octavio Bartolucci (Atlético de Rosario)
- Paolo Bouza	(Duendes )
- Gonzalo Camardón (Alumni)
- Pablo Camerlinckx (Regatas de Bella Vista)
- José Cilley (SIC)
- Ignacio Fernández Lobbe (Liceo Naval )
- Nicolás Fernández Miranda	(Hindú Club)
- Francisco García 	(Alumni)
- Gonzalo García(Duendes)
- Diego Giannantonio (Tala Rugby Club)
- Roberto Grau (Liceo R.C Mendoza)
- Omar Hasan (Natación y Gimnasia, Tucumán)
- Ezequiel Jurado (Jockey Club Rosario)
- Mario Ledesma Curupaytí)
- Germán Llanes (La Plata)
- Rolando Martín (SIC)
- Paul Pérez (Duendes)
- Carlos Promanzio (Duendes)
- Gonzalo Quesada (Hindú Club)
- Mauro Reggiardo (Castres Olympique Castres - Francia)
- Martín Scelzo (Banco Hipotecario)
- José Simes (Tala RC)
- Eduardo Simone (Liceo Naval )
- Tomás Solari (Hindú Club)
- Facundo Soler (Tala R.C)
- Pedro Sporleder (Curupaytí)
- Roberto Travaglini (C.A.S.I.)
- Cristián Viel (Newman)
- Allenatori: José Luis Imhoff / Hector Méndez
- Manager: Fernando Conde
- Assistente tecnico: Alex Wyllie (Nuova Zelanda)